# Black Moon (Band)
Black Moon ist eine Rap-Crew aus Brooklyn, New York, die sich aus dem DJ Evil Dee und den MC’s Buckshot und 5ft zusammensetzt.

## Werdegang
Ihr Debütalbum Enta Da Stage erschien 1993, darauf ist neben weiteren Gästen unter anderem auch Havoc von Mobb Deep zu hören. Ihr bisher größter kommerzieller Erfolg ist das Album War Zone, das 1999 bis auf Platz 35 der Billboard 200 kam. Im November 2019 kam das Album „Rise of the Moon“ auf den Markt.
Buckshot gehört, zusammen mit Heltah Skeltah, den Cocoa Brovaz und den Originoo Gunn Clappaz auch zur Hip-Hop-Supercrew Boot Camp Clik.

## Diskografie

### Alben
- 1992: Who Got the Props
- 1993: How Many Emcee’s: The DJ Evil Dee ’96 Remix
- 1993: Enta Da Stage
- 1994: I Got Cha Opin
- 1994: Buck ’em Down
- 1995: Headz Aint Redee (mit Smif-n-Wessun [Vinyl Single])
- 1996: Diggin’ In Dah Vaults
- 1999: War Zone
- 1999: Worldwind (Single)
- 2003: Total Eclipse
- 2004: Rush (Vinyl Maxi-Single)
- 2004: Stay Real (Vinyl Maxi-Single)
- 2006: Alter The Chemistry
- 2007: Black Moon
- 2019: Rise of Da Moon

### Videoalben
- 2004: Black Moon – Behind the Moon